# Antoine d'Abbatia
Antoine d'Abbatia, né à Toulouse en 1652, est un poète et un orateur français, lauréat de l'Académie des Jeux floraux en 1682, 1684 et 1689. Il écrivit Triomphe de l'églantine, Triomphe de la violette, Triomphe du souci.
Il semble que ses œuvres soient aujourd'hui introuvables.